# Мабо, Эдди
Эдди Мабо (англ. Eddie Koiki Mabo) — правозащитник из Австралии, борец за право коренного населения на владение землёй.

## Биография
У Эдди Мабо и его жены Бониты было 6 детей.
Эдди Мабо был коренным жителем острова Мюррей (англ. Murray Island), расположенного в регионе островов Торресова пролива, на самом севере Австралии.
Когда Мабо работал садовником в Университете Джеймса Кука (James Cook University), около или позднее 1967, он познакомиля с профессором, историком Генри Рейнольдсом (Henry Reynolds), и академиком Ноэлем Лусом (Noel Loos), которые расспрашивали его о культуре коренных народов. Они убедили его подать дело в суд, чтобы племенные земли аборигенов были признаны как их владение, так как прежний закон говорил, что когда европейцы прибыли в Австралию, то земли были необитаемые, и таким образом, это были ничейные земли. Мабо раньше никогда не знал об этом законе и очень удивился, что его земля, где он родился и жил, юридически ему не принадлежит.
Мабо решил добиться в суде права на данные островные земли, где проживает около 8 тыс. населения, аборигенов, белых австралийцев, и выходцев с соседней Папуа — Новой Гвинеи.
3 июня 1992 года, после десятилетней судебной борьбы, дело Эдди Мабо было выиграно в верховном суде Австралии по вопросу прав коренного населения на землю, после чего также был принят закон о праве коренного населения на племенные земли, но сам Мабо не дожил до судебной победы, умерев незадолго до объявления вердикта.